# Meliușkî, Horol
Meliușkî (în ucraineană Мелюшки) este un sat în comuna Kovali din raionul Horol, regiunea Poltava, Ucraina.

## Demografie
Componența lingvistică a localității Meliușkî
     Ucraineană (97,48%)
     Rusă (2,29%)
     Alte limbi (0,23%)
Conform recensământului din 2001, majoritatea populației localității Meliușkî era vorbitoare de ucraineană (97,48%), existând în minoritate și vorbitori de rusă (2,29%).